# 布吕耶圣阿芒
布吕耶圣阿芒（法語：Bruille-Saint-Amand，法語發音：[bʁɥij sɛ̃.t‿amɑ̃]）是法国上法蘭西大區北部省的一个市镇，属于瓦朗谢讷区。

## 地理
布吕耶圣阿芒（50°27'17"N, 3°31'10"E）面积7.88 平方千米，位于法国上法蘭西大區北部省，该省份为法国最北部的省份及最长的省份，西北濒北海，西接加来海峡省，南至埃纳省和索姆省，东与比利时接壤。
与布吕耶圣阿芒接壤的市镇（或旧市镇、城区）包括：弗利讷莱莫尔塔涅、拉拜堡、埃科蓬、埃尔尼、尼韦勒、奥多梅兹、赖姆、圣阿芒莱索。

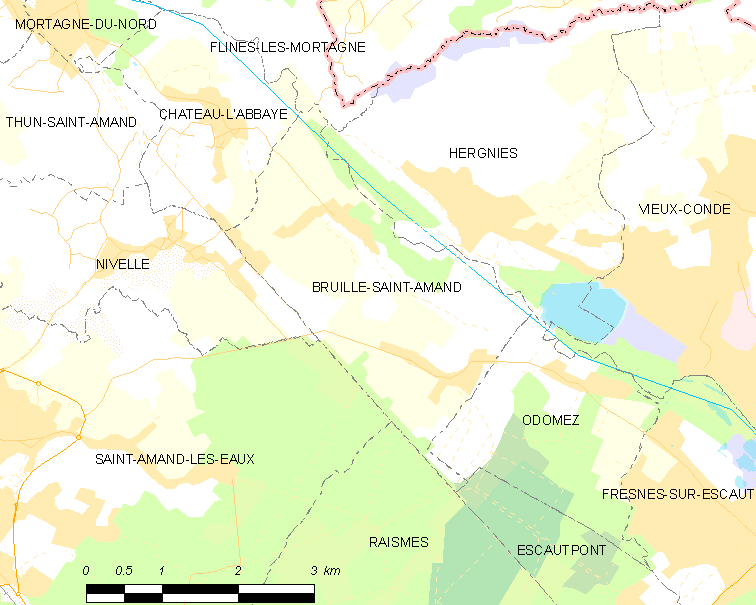
布吕耶圣阿芒的OSM定位图

布吕耶圣阿芒的时区为UTC+01:00、UTC+02:00（夏令时）。

## 行政
布吕耶圣阿芒的邮政编码为59199，INSEE市镇编码为59114。

## 政治
布吕耶圣阿芒所属的省级选区为圣阿芒莱索县。

## 人口

1962-2008年间布吕耶圣阿芒人口变化图示

布吕耶圣阿芒于2022年1月1日时的人口数量为1693人。